# Glad (Traffic)
Glad è una canzone originariamente registrata dalla band progressive rock inglese Traffic per l'album John Barleycorn Must Die nell'aprile 1970 e pubblicata come singolo nel luglio dello stesso anno.

## Formazione
- Steve Winwood - organo, pianoforte, percussioni
- Chris Wood - sassofono, flauto, sax elettrico, percussioni
- Jim Capaldi - batteria, percussioni